# Lellingeria sinuosa
Lellingeria sinuosa är en stensöteväxtart som först beskrevs av Alan Reid Smith, och fick sitt nu gällande namn av Alan Reid Smith och R. C. Moran. Lellingeria sinuosa ingår i släktet Lellingeria och familjen Polypodiaceae. Inga underarter finns listade.